# Lac Maublant
Pour les articles homonymes, voir Maublant.
Le lac Maublant est un plan d'eau douce du bassin versant de la rivière aux Outardes, situé sur la rive Nord-Ouest du fleuve Saint-Laurent, dans le territoire non organisé de Mont-Valin, dans la municipalité régionale de comté (MRC) du Fjord-du-Saguenay, dans la région administrative de la Saguenay–Lac-Saint-Jean, dans la province de Québec, au Canada.
La foresterie constitue la principale activité économique du secteur ; les activités récréotouristiques sont accessoires compte tenu de l’éloignement géographique et du manque de routes d’accès,.
La surface du lac Maublant est habituellement gelée de la mi-novembre à la mi-avril, toutefois la circulation sécuritaire sur la glace se fait généralement du début de décembre à la fin de mars.

## Géographie
Les principaux bassins versants voisins du lac Maublant sont :
- côté Nord : rivière aux Outardes, lac Daguilhe, rivière Labadie, lac Marsac ;
- côté Est : lac Plétipi, rivière aux Outardes, rivière Desgouttes ;
- côté Sud : rivière aux Perches, rivière des Montagnes Blanches ;
- côté Ouest : lac Boivin, rivière Boivin, lac aux Deux Décharges, rivière Savane, rivière Épervanche, rivière du Cran Cassé, rivière Péribonka, rivière Péribonka Est[1].

Situé près de la limite Nord de Mont-Valin, le lac Maublant est alimenté par la décharge (venant de l’Ouest) du lac du lac Boivin, par six décharges (venant du Nord), par la décharge (venant de l’Est) du lac Bernay et six autres décharges (venant du Sud). Le lac a une longueur de 18,8 km en forme de T, une largeur maximale de 8,9 km et une altitude de 533 m.
Une presqu'île rattachée à la rive Sud s'étire sur 5,5 km vers le Nord, formant un détroit (longueur : 1,6 km ; largeur : 0,2 km) ; cette presqu'île sépare le lac Maublant (côté Ouest) et le lac Plétipi (côté Est). Une seconde presqu'île parallèle à la précédente et rattachée à la rive Sud s'étire sur 4,0 km vers le Nord.
L’embouchure du lac Maublant est localisée au milieu de la rive Ouest, soit à :
- 12,0 km au Sud-Ouest du hameau Kaiashashkupat ;
- 17,5 km au Nord-Ouest de l’embouchure de la rivière Boivin ;
- 51,3 km à l’Est de la confluence de la rivière Péribonka et rivière Péribonka Est ;
- 36,3 km au Nord-Ouest de l’embouchure du lac Plétipi, soit près du hameau de Kaussishkashk Kauitshinanut (confluence avec la rivière aux Outardes) ;
- 82,4 km à l’Est du réservoir Manicouagan ;
- 334 km au Nord-Ouest de l’embouchure de la rivière aux Outardes[3],[1]

À partir de l’embouchure du lac Maublant, le courant descend en traversant le lac Plétipi sur 40,0 km vers le Sud-Est, puis descend le cours de la rivière aux Outardes sur km vers l’Est, jusqu’à la rive Nord du golfe du Saint-Laurent.

## Toponymie
Le terme « Maublant » constitue un patronyme de famille d’origine française.
Le toponyme « Lac Maublant » a été officialisé le 5 décembre 1968 par la Commission de toponymie du Québec.